# Cyperus nayaritensis
Cyperus nayaritensis är en halvgräsart som beskrevs av Gordon C. Tucker. Cyperus nayaritensis ingår i släktet papyrusar, och familjen halvgräs. Inga underarter finns listade i Catalogue of Life.